# 韓のくに紀行
- 街道をゆく > 韓のくに紀行

『韓のくに紀行』（からのくにきこう）は、司馬遼太郎の紀行文集『街道をゆく』の第2巻。週刊朝日の1971年7月16日号から1972年2月4日号に連載された。
旅の時期は、日韓が国交正常化して6年後の1971年5月15日から5月18日までの4日間。
十代のおわりごろから朝鮮に憧れを抱いていた司馬は、兵隊として朝鮮の地を踏んだことはあったが、旅行者としてはこれが初めての旅だった。
韓国旅行社のミス・チャとの事務手続きの様子が描かれ、日帝支配36年とその後の韓国の反日政策が、この旅を困難なものにするという予感を抱かせる。
この旅は、通常の観光旅行とは異質の「日本とか朝鮮とかいった国名もなにもないほど古いころの気分を、韓国の農村などに行って、もし味わえれば幸せだ」という目的を持つものだった。
同行者は案内役のミセス・イム、写真家の井上博道、挿絵の須田剋太、みどり夫人、詩人のT、編集部のH（朝日新聞、橋本申一）である。
司馬は文化人類学者の泉靖一とは面識がなかったものの、泉の著作「済州島」に感銘を受けたエピソードがある。

## 旅のコース
大阪国際空港 → 金海国際空港 → 釜山 → 金海の入江 → 首露王陵 → 慶州・仏国寺 → 友鹿洞 → 大邱 → 洛東江 → 扶余

## 構成
以下のように、加羅、新羅、百済という古代国家を旅する3部構成になっていて、最後に、近江からはじまった『街道をゆく』にふさわしく、百済滅亡後に近江に亡命した鬼室集斯の墓を訪れたときの模様が描かれている。
- 第一章　加羅の旅
- 第二章　新羅の旅
- 第三章　百済の旅